# 地理行列
地理行列（ちりぎょうれつ、英語: geographical matrix）とは、1964年にブライアン・ベリーが提唱した地理学の概念である。地理行列はデータ行列であり、各地域における地理的事象を表現する。また、人文地理学において多変量解析を行う際に用いられる。

## 経緯
ベリーは、地理学の方法論が自然地理学と人文地理学、系統地理学と地誌学のように二元論化していることを問題視し、単一のシステムにまとめるべきと考えていた。そのためには地域と地理的事象での多面的な関係性を示すシステム概念が必要であり、地理行列の考案につながった。
Berry (1964)では、行に属性、列に地域をとり、各行と各列の交点（行列の成分）に当該地域の地理的事象が表示される。これにより、全地域の全属性を行列として表示することができる。

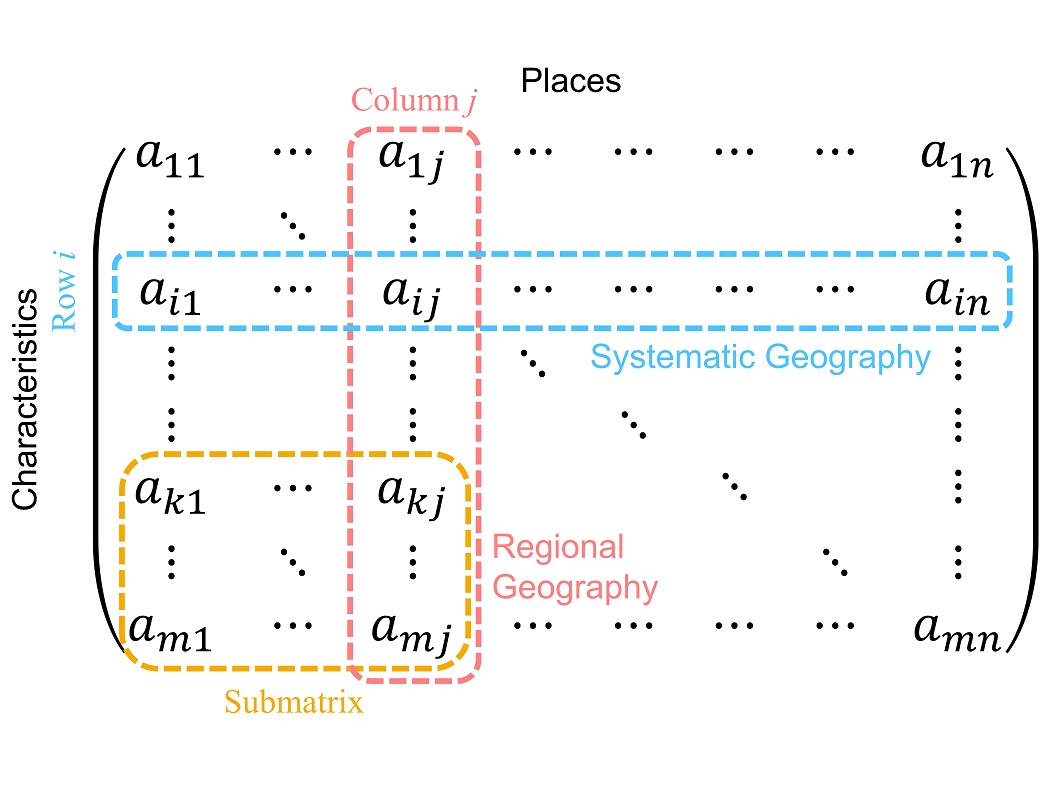
行は属性、列は地域、各行と各列の交点（行列の成分）は当該地域の地理的事象。行に着目した場合（水色）は系統地理学的なアプローチ、列に着目した場合（ピンク色）は地誌学的なアプローチとなる。

ベリーは、地理行列を用いて地理学の研究アプローチを以下の5種類に分類した。
1. 単一の行ベクトル（単一の属性）に着目し、属性の地域差を横断的に考察する。
2. 単一の列ベクトル（単一の地域）に着目し、特定地域における属性の変動を縦断的に考察する。
3. 複数の行ベクトル（複数の属性）に着目し、属性の地域差を比較考察する。
4. 複数の列ベクトル（複数の地域）に着目し、各地域での属性の地域差を比較考察する。
5. 地理行列の部分行列に着目し、特定の地域と属性の関係性を考察する。

すなわち地理行列において、行ベクトルに着目した場合は系統地理学的な研究アプローチ、列ベクトルに着目した場合は地誌学（地域地理学）的な研究アプローチと考えることができる。
さらに、現在の地理行列と過去の地理行列を作成したうえで、以上の5種類のアプローチをそれぞれ用いて現在と過去の変化の考察も行うこともできるとした。これらの5種類の考察は歴史地理学的なアプローチといえる。
最終的にベリーは、地理学のアプローチは合計10アプローチでまとめられると説明した。

## 種類
地理行列には、属性行列、相互作用行列、相互作用型属性行列の3種類がある。

### 属性行列
属性行列は、行に地域、列に属性を表示した地理行列である。

### 相互作用行列
相互作用行列では、2地域間における属性値が成分として表示される。通常正方行列である。
相互作用行列の具体例として、連結行列・距離行列・起終点行列（O-D行列）が挙げられる。連結行列は、2地点（ノード）間での連結（リンク）の有無を0または1の成分で表示した行列であり、交通網のネットワーク分析で使用される。距離行列は2地点間の距離を表示する行列であり、基本的に対称行列である。起終点行列は2地点間での流動量を表示する行列であり、旅客や貨物などの流動の表示に使用できる。

### 相互作用型属性行列
相互作用型属性行列は、行に地域間ペア、列に属性を表示した地理行列である。

## 多変量解析と地理行列
地域分析で多変量解析を行う場合、最初に地理行列を作成することになる。作成した属性行列をもとに主成分分析、因子分析、クラスター分析などを行うことで等質地域の区分を行える。また相互作用行列に因子分析、クラスター分析を行うことで機能地域の区分を行える。
この他、正準相関分析、重回帰分析、多次元尺度構成法、判別分析、数量化分析などの多変量解析も行われる。

## バイナリー型地理行列
地理行列で、成分が全て0または1で表せるものをバイナリー型地理行列といい、具体例として生起行列（incidence matrix）や連結行列（connectivity matrix）が挙げられる。バイナリー型地理行列は事象の存在の有無に注目する研究で有用である。因子分析または主成分分析により、生起行列から中心地の階層、連結行列から交通ネットワークでの結節点どうしの連結の状況を導出できる。ただし、そのままでは因子分析には不向きであるため、分析するときは分散共分散行列または積和行列を使用することがある。